# Карабаново
Карабаново (рус. Карабаново) град је у Русији у Владимирској области. Према попису становништва из 2010. у граду је живело 14868 становника.

## Становништво
| 1939.  | 1959.  | 1970.  | 1979.  | 1989.  | 2002.  | 2010.  |
| ------ | ------ | ------ | ------ | ------ | ------ | ------ |
| 16.069 | 18.119 | 18.532 | 18.739 | 17.456 | 16.015 | 14.868 |